# Unwritten
Ne doit pas être confondu avec Unwritten (chanson).
Unwritten est un album de Natasha Bedingfield. Il fut lancé au Royaume-Uni le 6 septembre 2004, où il fut numéro 1 au Hit-Parade, puis aux États-Unis le 2 août 2005, où il fut numéro 26. L'album a obtenu le statut de disque d'or aux États-Unis le 9 mars 2006 pour la vente de 500 000 copies, le total des ventes pour l'année dépassait les 720 000.
Il est à l'origine de cinq singles, Single, These Words, Unwritten, I Bruise Easily et The One That Got Away (qui ne fut lancé qu'en Amérique du nord). Il contient également une apparition surprise du rappeur Bizarre de D12 dans la version internationale et dans la version anglaise, alors que dans la version américaine on note l'apparition de la chanteuse de rap Estelle.

## Liste des titres

### Édition Royaume-Uni
1. These Words (I Love You, I Love You) (Natasha Bedingfield, Andrew Frampton, Steve Kipner, Wayne Wilkins) – 3:35
2. Single (Bedingfield, Frampton, Kipner, Wilkins) – 3:54
3. I'm a Bomb (Bedingfield, Frampton, Kipner, Wilkins) – 3:42
4. Unwritten (Bedingfield, Danielle Brisebois, Wayne Rodriguez) – 4:18
5. I Bruise Easily (Bedingfield, Frampton, Paul Herman, Wilkins) – 4:14
6. If You're Gonna... (Bedingfield, Frampton, Kipner, Wilkins) – 3:21
7. Silent Movie (Bedingfield, Guy Chambers) – 3:45
8. We're All Mad (Bedingfield, Brisebois, Nick Lashley) – 4:45
9. Frogs & Princes (Bedingfield, Frampton, Kipner, Wilkins) – 3:44
10. Drop Me in the Middle (featuring Bizarre de D-12) (Bedingfield, Brisebois, Rodriguez, Rufus Johnson) – 4:15
11. Wild Horses (Bedingfield, Frampton, Wilkins) – 3:58
12. Size Matters (Bedingfield, Frampton, Kipner, Wilkins) – 3:23 —
13. Peace of Me (Bedingfield, Kara Dioguardi, Pat Leonard) – 3:42  
  - Sojourn (Morceau caché) (Bedingfield, O'Mahony, Keynes, Harwood) - ~ – 3:19

### Édition internationale
1. These Words (Natasha Bedingfield, Andrew Frampton, Steve Kipner, Wayne Wilkins) – 3:35
2. Single (Bedingfield, Frampton, Kipner, Wilkins) – 3:54
3. I'm a Bomb (Bedingfield, Frampton, Kipner, Wilkins) – 3:42
4. Unwritten (Bedingfield, Danielle Brisebois, Wayne Rodriguez) – 4:18
5. I Bruise Easily (Bedingfield, Frampton, Paul Herman, Wilkins) – 4:14
6. If You're Gonna... (Bedingfield, Frampton, Kipner, Wilkins) – 3:21
7. Silent Movie (Bedingfield, Guy Chambers) – 3:45
8. We're All Mad (Bedingfield, Brisebois, Nick Lashley) – 4:45
9. Frogs & Princes (Bedingfield, Frampton, Kipner, Wilkins) – 3:44
10. Drop Me in the Middle (featuring Bizarre de D-12) (Bedingfield, Brisebois, Rodriguez, Rufus Johnson) – 4:15
11. Wild Horses (Bedingfield, Frampton, Wilkins) – 3:58
  - Sojourn (Morceau caché) (Bedingfield, O'Mahony, Keynes, Harwood) - ~ – 3:19

## Classement dans les Hit-Parades
| Année | Hit-Parade    | Position |
| ----- | ------------- | -------- |
| 2004  | Royaume-Uni   | 1        |
| 2005  | Billboard 200 | 26       |
| 2004  | Allemagne     | 20       |
| 2004  | Autriche      | 31       |
| 2004  | Suisse        | 23       |
| 2004  | Mexique       | 33       |
| 2004  | Australie     | 89       |

## Source
- (en) Cet article est partiellement ou en totalité issu de l’article de Wikipédia en anglais intitulé « Unwritten (album) » (voir la liste des auteurs).